# Euriphene coerulea
Euriphene coerulea is een vlinder uit de onderfamilie Limenitidinae van de familie Nymphalidae. De wetenschappelijke naam van de soort is voor het eerst geldig gepubliceerd in 1847 door Jean Baptiste Boisduval.